# 莫光祖
莫光祖（ばくこうそ、マク・クアント、ベトナム語：Mạc Quang Tổ / 莫光祖）は、莫朝大越の第9代皇帝。名は莫 敬寛（マク・キン・コアン、ベトナム語：Mạc Kính Khoan / 莫敬寬）。

## 生涯
威王莫敬用の子で、宣宗の孫とされる。慶王に封じられていた。従叔の代宗が即位すると自立し、乾統2年（1594年）に大慈県で後黎朝に抵抗した。乾統29年（1621年）、代宗から譲位されて即位した。
隆泰6年（1623年）に後黎朝の平安王鄭松が死去して、その子の清国公鄭梉と万郡公鄭椿の間で争いが起こると、これを好機と見た光祖は軍を南下させ、各地で後黎朝に対する反乱を煽ったが、8月26日（9月20日）に嘉林県で鄭梉に敗北して身一つで高平に逃げ帰った。
隆泰8年（1625年）には鄭梉率いる後黎朝軍の侵攻を受けて、太上皇となっていた代宗らが捕らえられて殺害されると、次男の莫敬宇と共に明に逃亡した。同年に遣使して後黎朝に降り、それまでの隆泰に代わって永祚の元号を用いるようにした。後黎朝より太尉通国公に封じられ、高平に戻ることを許された。
陽和4年（1638年）に死去し、莫敬宇が帝位を継いだ。